# Чери, Ласло
Ласло Чери (Церва) (венг. Cseri László (Cerva); 6 июня 1912, Будапешт — 29 декабря 1998, Будапешт) — венгерский хоккеист на траве и с шайбой, нападающий; тренер, спортивный функционер. Участник летних Олимпийских игр 1936 года.

## Биография
Ласло Чери родился 6 июня 1912 года в австро-венгерском городе Будапешт (сейчас в Венгрии).
Играл в хоккей на траве и с шайбой. В 1929—1930 годах дважды выигрывал чемпионат Будапешта среди школьных команд в обоих видах спорта.
С 1930 года играл за будапештский «Аматёр», с 1938 года — за «Мадьяр». После Второй мировой войны защищал цвета МАФКа, МТК, «Текстилеша», «Пошташа», «Тёреквеша» и «Вашуташа». Восемь раз становился чемпионом Венгрии по хоккею на траве.
В 1936 году вошёл в состав сборной Венгрии по хоккею на траве на летних Олимпийских играх в Берлине, поделившей 7-9-е места. Играл на позиции нападающего, провёл 4 матча, забил 1 мяч в ворота сборной США.
В 1931—1942 годах провёл за сборную Венгрии по хоккею на траве 13 матчей.
Завершил игровую карьеру в 1959 году, сыграв за одну команду со своим сыном.
С 1950 года работал тренером. Шесть раз выигрывал со своими командами чемпионат Венгрии по хоккею на траве, один раз — по хоккею с шайбой.
В 1950—1956 годах был генеральным секретарём Венгерской хоккейной ассоциации. В 1957 году после реорганизации вернулся на этот пост, который занимал до 1989 года, входил в правление ассоциации.
Умер 29 декабря 1998 года в Будапеште.